# Aalstersche Kunstkring
De Aalstersche Kunstkring van Schilders en Beeldhouwers (1909-1939?), kortweg Aalsterse Kunstkring, was een artistieke vereniging voor de ontwikkeling van lokale kunst in Aalst (België).
Deze vereniging dient niet te worden verward met de achttien jaar later opgerichte "Aalstersche Kunstkring Nieuw Leven", een vereniging van jonge kunstenaars, mogelijk voortgekomen uit de Stedelijke Akademie van Schoone Kunsten te Aalst.

## Beschrijving
De Aalsterschen Kunstkring, evenals later Nieuw Leven en de Kunstenaarsgilde, bracht regionale kunstenaars bij elkaar, stimuleerde en steunde ze, en was een opstapplank voor een succesvolle carrière. De meest prominente gereedschap hiervoor waren de tentoonstellingen die jaarlijks gedurende de Aalsterse kermis georganiseerd werden. Het bestuur (Franz Callebaut en Jan van Malderen) was ondernemend en solide, en oogstte waardering van kunstminnend Aalst. De Aalsterschen Kunstkring werd in de loop der jaren een onafscheidelijk deel van de jaarlijkse feestelijkheden. De Aalstersche Kunstkring zou zo succesvol zijn dat er zelfs sprake was van een "Aalstersche School".

## Geschiedenis
De regio van Aalst, dat reikte tot aan de rivieren Schelde en Dender en welke ook Dendermonde en het kunstenaarsdorpje Vlassenbroek bevatte, was kunstzinnig bijzonder actief. In de regio zijn meerdere (regionale) kunststromen ontstaan, waaronder de Dendermondse School, een stroming dat voortgekomen is onder schilders als Isodore Meyers en Franz Courtens, die tevens een werkelijke Dendermondse Schilderschool hebben opgezet. Zij stonden ook aan de basis van de Scheldeschilderkunst.
De Aalstersche Kunstkring werd in het leven geroepen om de kunstenaars in de grootste plaats van de regio, Aalst, met die in de directe omgeving te verenigen en te faciliteren in hun carrière.
De kunstkring profileerde zich door vanaf 1910 (bijna) jaarlijks een tentoonstelling te houden, hetgeen meestal gedurende de jaarlijkse kermis van Aalst georganiseerd werd. Het doel was de stimulering van de lokale kunstwereld en de belangstelling hiertoe. De eerste jaren zouden deze tentoonstellingen echter bij gebrek aan lokaal potentieel vooral gevuld worden met werken van uitgenodigde artiesten van buiten Aalst, maar in de loop van de jaren zouden meer en meer lokale artiesten van zich doen spreken: toen het tweede jubileum van de vereniging in 1929 bereikt werd, nam er slechts een artiest van buitenaf deel aan de tentoonstelling.
De Aalstersche Kunstkring lijkt bij het aanbreken van de Tweede Wereldoorlog een stille dood gestorven te zijn.

## Leden
De volgende artiesten (schilders, tekenaars, beelhouwers) zijn lid geweest van de vereniging:
- Edm. Ardyns
- Albert Van Biesen
- Maria Bonner
- Henri Van den Broeck
- Leon De Bruyn
- Robert van Caelenbergh (1872-1936)[9]
- Fernanda Callebaut (dochter van Franz Callebaut)
- Franz Callebaut (oprichter, eerste voorzitter)
- Arthur Carael
- Franz De Coninck[10]
- Franz Coppens
- van Erpe (beeldhouwer)
- Frans Van Ertvelde
- Pieter Gilles
- Lodewijk Gits
- Romain de Hert (1895-1965)[11]
- Robert Van Kerhoven
- Frans Lemaitre (1903-1988) (lid na 1930)[12]
- Agnes Limpens
- Felix De Loose
- Jan Van Malderen (oprichter, secretaris)
- Victor van Molle (1892-1952)[13][14]
- Alfons Van der Meersch
- Gustaaf Van den Meersche (beeldhouwer)
- Karel Van der Meirsch
- Jan Mulder
- Petrus van Nuffel (1871-1939) (tevens geschiedschrijver)[15]
- Ernest Van den Panhuysen
- Theofiel Praet
- Leo Piron
- Rasschaert (beelhouwer)
- Frans Roosen
- Albert Saverijs[12]
- Edmond-Christiaan Elisabeth de Sadeleer
- Valerius de Saedeleer (erevoorzitter)[16]
- Scheerlinckx[17]
- Maurits Schelck
- Paul De Schepdryver
- Mej. Schouppe
- Petrus van Schuylenbergh
- Jozef De Somer (1879-?) (beeldhouwer)[18]
- Julius Sterck
- E.P. Taymans
- Theodoor De Vidts
- Aug. Willemsen
- Jeanne de Windt
- Gabriel De Wit

## Tentoonstellingen
Van 1910 tot 1938 zijn vierentwintig jaarlijkse tentoonstellingen gehouden, met een hiaat in de periode 1914-1918 toen de Eerste Wereldoorlog woedde. Behalve de leden van de kunstkring werden ook beroemde meesters van elders uitgenodigd. In de eerste jaren was dat vooral om de leemte op de tentoonstelling te vullen, maar in de loop van de jaren werd het een traditie om grote meesters te betrekken met het doel het Aalster publiek kennis met ze te laten maken.
Hieronder volgt een lijst van de vierentwintig tentoonstellingen, met uitgenodigde beroemdheden, waar bekend:
1. 1910[20]
2. 1911[21]
3. 1912[21]
4. 1913
5. 1919
6. 1920 Genodigde artiesten: Leo Spanoghe (1874-1955), Pieter Gorus.[22][23]
7. 1921
8. 1922
9. 1923 Genodigde artiesten: Truus Claes, Valery Van der Poorten, Rodolphe en Juliette Wytsman[22]
10. 1924 Genodigde artiesten: Isidore Opsomer, Truus Claes, Alfons Proost[24]
11. 1925[25]
12. 1926
13. 1927 Genodigde artiesten: Julius De Bruycker, Heymans, Georges Minne (beeldhouwer)[12], mej. Elisabeth Van Ingelgem[16][19]
14. 1928
15. 1929 Genodigde artiest: Marie Alix[7]
16. 1930
17. 1931
18. 1932
19. 1933
20. 1934
21. 1935[26]
22. 1936
23. 1937 Genodigde artiesten: Baron Minne (beeldhouwer), Saverys, Albijn Van den Abeele, Gustaaf De Smet[27]
24. 1938